# Терновский муниципальный округ
Терновский муниципальный округ — муниципальное образование, наделённое статусом внутригородского муниципального образования в Балаклавском районе в составе города федерального значения Севастополя.
Административный центр расположен в населённом пункте селе Терновка.
Образован в соответствии с законом города Севастополя от 3 июня 2014 года № 17 − ЗС «Об установлении границ и статусе муниципальных образований в городе Севастополе».

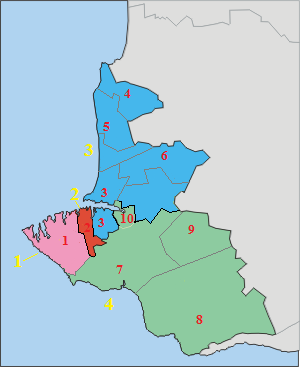
Балаклавский район — № 4 (жёлтым),
Терновский округ —
№ 9 (красным)

## География
Занимает восточную сельскую часть Балаклавского района и всего города федерального значения Севастополя. Граничит на юге с Орлиновским, на западе — с Балаклавским муниципальными округами Севастополя. На востоке проходит граница с Красномакским, Куйбышевским и Голубинским сельскими поселениями Бахчисарайского района Республики Крым.

## Состав
На территории Терновского муниципального округа находятся 2 населённых пункта:
| № | Название населённого пункта | Прежнее название нп | Тип нп | Население |
| - | --------------------------- | ------------------- | ------ | --------- |
| 1 | Родное                      | (Уппа)              | село   | ↘702      |
| 2 | Терновка                    | (Старые Шули)       | село   | ↗3793     |

## Население
| 2001  | 2011  | 2014  | 2015  | 2016  | 2017  | 2018  |
| ----- | ----- | ----- | ----- | ----- | ----- | ----- |
| 2747  | ↗3004 | ↘2545 | →2545 | ↗2550 | ↗2582 | ↘2544 |
| 2019  | 2020  | 2021  |       |       |       |       |
| ↘2514 | ↘2481 | ↗5122 |       |       |       |       |

* в таблице данные по муниципальным образованиям Севастополя из источника Росстата на 1 января 2015 года включают (дублируют) данные итогов переписи населения в КФО по состоянию на 14 октября 2014 года
По итогам переписи населения в Крымском федеральном округе по состоянию на 14 октября 2014 года численность постоянного населения муниципального округа составила 2545 человек (100 % из которых — сельское).
Национальный состав населения (перепись 2014 года):
| национальность  | всего, чел. | % от указав- ших |
| --------------- | ----------- | ---------------- |
| указали         | 2513        | 100,00%          |
| русские         | 1606        | 63,91%           |
| украинцы        | 417         | 16,59%           |
| крымские татары | 386         | 15,36%           |
| татары          | 49          | 1,95%            |
| белорусы        | 23          | 0,92%            |
| мордва          | 9           | 0,36%            |
| другие          | 23          | 0,92%            |
| не указали      | 32          |                  |
| всего           | 2545        |                  |

По данным переписи населения 2001 года в Терновском сельсовете жило 2447 человек.